# Les Tarrant
Leicester Mark „Les” Tarrant (ur. 26 maja 1903 w Coventry, zm. w 1979 tamże) – brytyjski bokser.

## Lata młodości
W młodości pracował w fabryce Armstrong Siddeley.

## Kariera amatorska
W 1921 został mistrzem Anglii w wadze do 54 kg i wicemistrzem w wadze do 51 kg. W 1922 wywalczył mistrzostwo Anglii w wadze do 51 kg. W 1923 został wicemistrzem Anglii w wadze do 54 kg. W 1924 został mistrzem Anglii w wadze do 54 kg. W tym samym roku wystartował na igrzyskach olimpijskich w wadze koguciej, na których zajął 9. miejsce po odpadnięciu w drugiej rundzie zmagań z Amerykaninem Salvatorem Tripolim. W pierwszej rundzie Tarrant miał wolny los.

## Kariera zawodowa
Po igrzyskach Tarrant zyskał status profesjonalisty. W latach 1924–1926 rozegrał 11 zawodowych walk w wadze muszej, z których wygrał 3, przegrał 7 (3 przez nokaut) i jedną zremisował. Karierę zakończył z powodu urazu nosa.

## Kariera sędziowska
W 1932 był arbitrem pojedynku Erniego Bickella z Kid Lawem.

## Losy po zakończeniu kariery
Po zakończeniu kariery został kierownikiem Swanswell Pub w Coventry, a także promował turnieje charytatywne.

## Życie prywatne
Miał dwóch synów: Johna i Waltera.